# Макшеев, Владимир Александрович
Влади́мир Алекса́ндрович Макше́ев (Машонов) (28 мая 1843 — 22 марта 1901) — русский актёр, артист Императорского московского Малого театра.

## Биография
Воспитывался в Воронежском кадетском корпусе, который окончил в 1863 году .
Далее служил в 1-й гренадерской бригаде.
В 1870 году вышел в отставку и поступил в труппу Медведева в Казани.
Потом переехал в Москву, где поступил в народный театр на Солянке.
В 1873 году играл в Московском Общедоступном театре.
В 1874 году был приглашён в Малый театр, где заменил Живокини ― в Императорских театрах, в том числе Малом, было традицией наследовать роли молодыми поколениями актёров у старших, уходящих со сцены, без всяких изменений, в той же транскрипции.
Талантливо играл Городничего («Ревизор»), Подколесина («Женитьба»), Ризположенского («Свои люди»), Никона («Горькая судьбина») и мн. др.
Умер в 1901 году. Похоронен на Ваганьковском кладбище (11 уч.).